# 베렌 사아트
베렌 사아트(Beren Saat, 1984년 2월 26일 ~ )는 터키의 배우이다. 터키의 텔레비전 드라마 《아슈크-으 멤누》의 여자 주인공 역할로 유명하다. 황금나비상 여우주연상 2회(2009, 2010) 수상자이다.

## 출연 작품

### 텔레비전
- Aşkımızda Ölüm Var (2004)
- Aşka Sürgün (2004)
- Güz Sancısı (2006)
- Avrupa Yakası (2007)
- Hatırla Sevgili (2006)
- 아슈크-으 멤누 (2008)
- 파트마귈의 잘못은 무엇인가 (2010)
- 무흐테솀 유즈이을: 쾨셈 (2015)

### 영화
- Güz Sancısı (2008)
- Gecenin Kanatları (2009)
- Oyuncak Hikayesi 3 (2010)
- Gergedan Mevsimleri (2011)